# Юндола
Ю́ндола (болг. Юндола) — село в Пазарджицькій області Болгарії. Входить до складу общини Велинград.

## Населення
За даними перепису населення 2011 року у селі проживала 201 особа.
Національний склад населення села:
| Національність   | Кількість осіб | Відсоток |
| ---------------- | -------------- | -------- |
| болгари          | 40             | 81,6%    |
| турки            | 4              | 8,2%     |
| цигани           | 0              | 0%       |
| інша             | 0              | 0%       |
| не визначились   | 5              | 10,2%    |
| Всього відповіли | 49             |          |

Розподіл населення за віком у 2011 році:
Динаміка населення: